# ストライクウィッチーズシリーズの登場兵器
ストライクウィッチーズシリーズの登場兵器（ストライクウィッチーズシリーズのとうじょうへいき）では、島田フミカネおよびProjekt Kagonish原作のメディアミックス作品である『ストライクウィッチーズ』に登場する兵器について記述する。
なお、テレビアニメ『ストライクウィッチーズ』『ストライクウィッチーズ2』『ストライクウィッチーズ ROAD to BERLIN』『ブレイブウィッチーズ』のそれぞれの略称に関しては「（第）1期」、「（第）2期」または「SW2」、「（第）3期」または「RtB」、「BW」、総称して「TV版」とする。

## 人類連合軍兵器・軍用機材

### 航空用ストライカーユニット

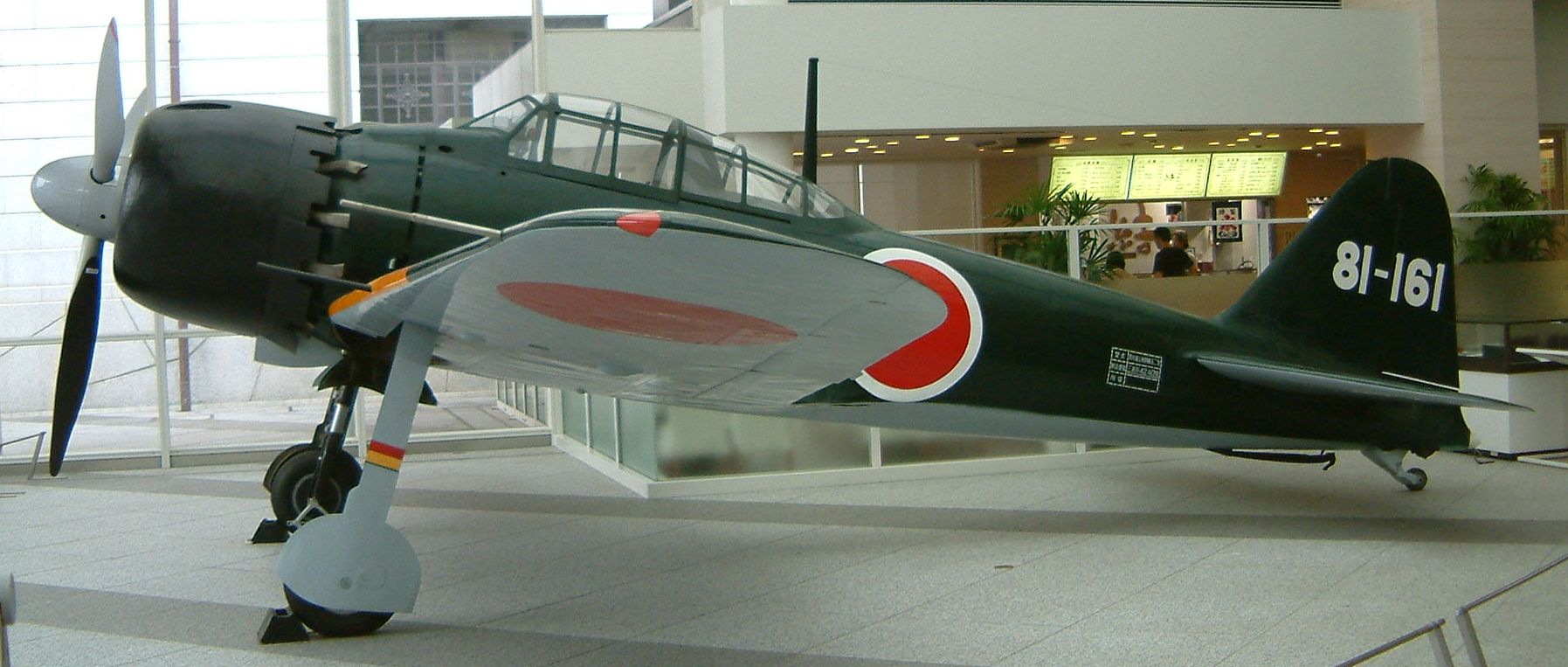
元になった零式艦上戦闘機

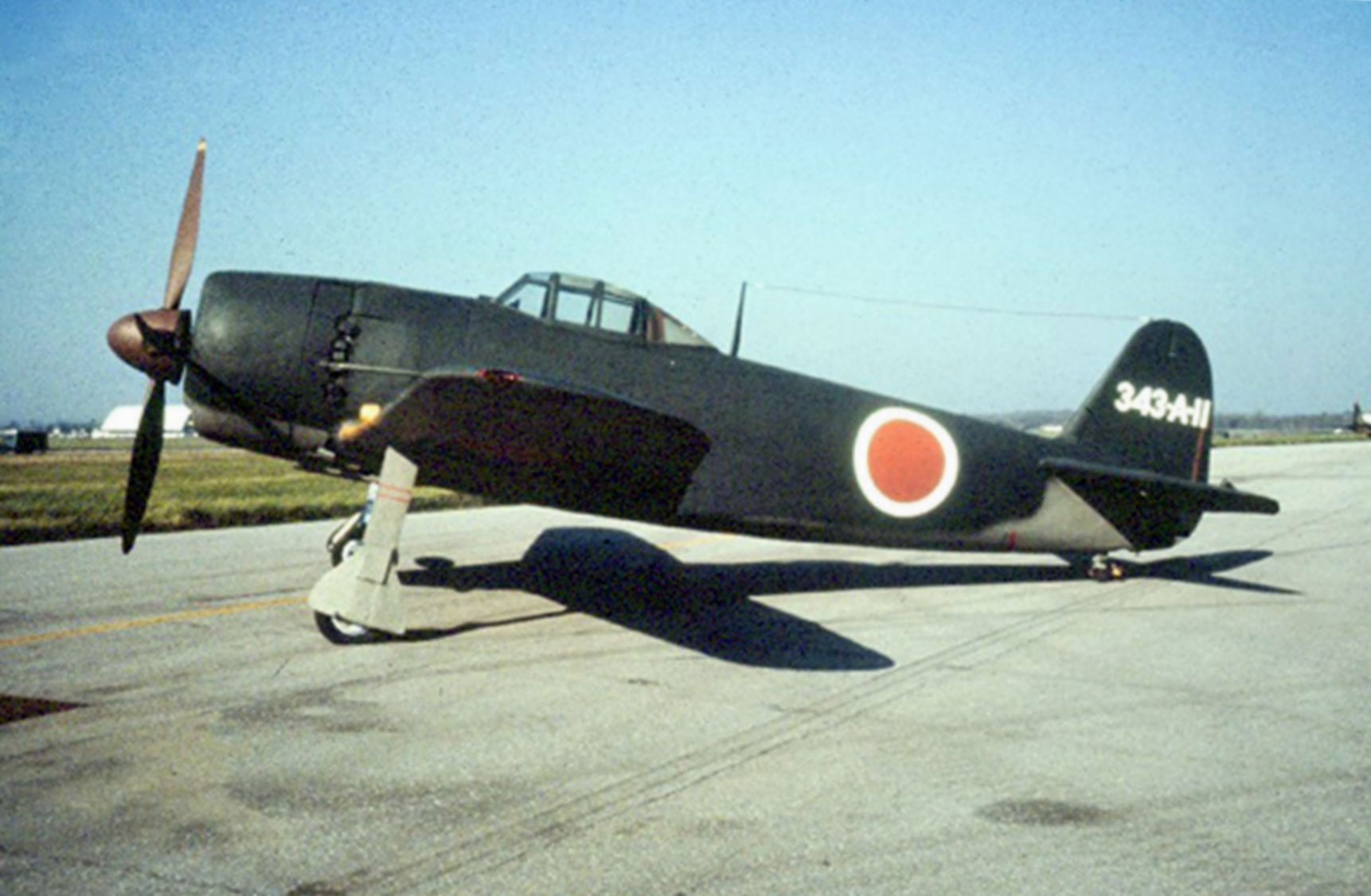
元になった紫電改

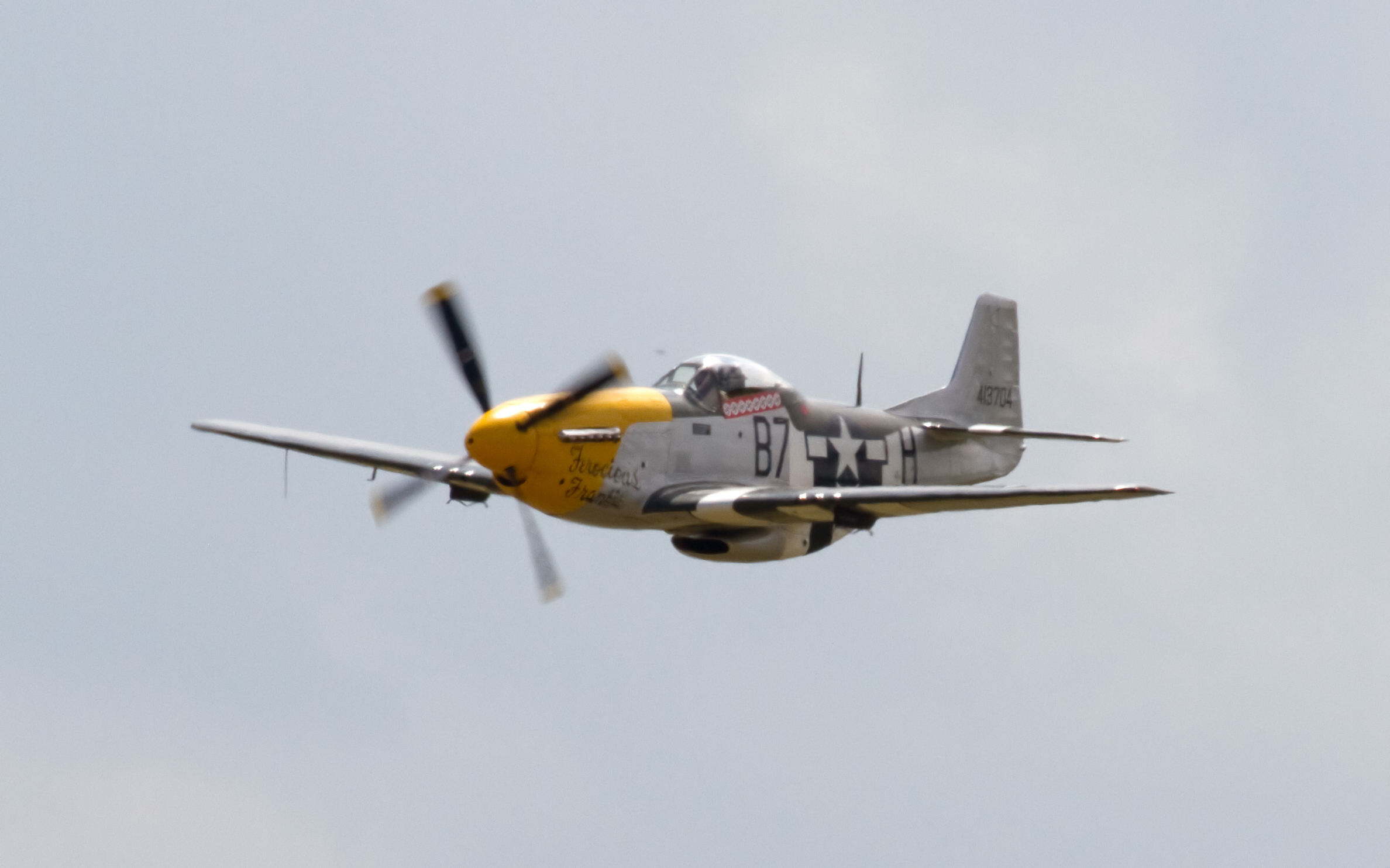

宮菱重工業 零式艦上戦闘脚
使用軍隊：扶桑皇国海軍
主な使用するウィッチ：宮藤芳佳、坂本美緒、迫水ハルカ、竹井醇子
扶桑皇国の主力ストライカーユニット。長い活動時間と高い運動性が特徴であり、魔力が少ないウィッチでも扱える上に、身体への負担も少ない。技量に優れたベテランのウィッチが操れば、その運動性能を生かして大きな戦果を挙げることができる。反面、防御力が低く、被弾すれば致命傷になりやすいので、空戦技術でカバーできない新人ウィッチでは生存性が著しく落ちることになる。特に、長い活動時間を必要とせず、むしろより高い攻撃力と防御力を要求される欧州の空戦ではその弱点が顕著に表れることとなり、後継機の開発が急がれている。
今次大戦の開戦当初、試作型の十二試艦上戦闘脚がスオムス戦線を初めとした欧州派遣部隊に投入された。その運用結果は良好で、魔導エンジンを瑞星から栄12型に換装してパワーアップを図った上で一一型としての制式採用にいたる。その後、空母艦内の狭い通路でウィッチがストライカーユニットを装備して移動する際に邪魔になるため航空母艦での本格運用を考慮して翼端を折りたためるようにした二一型が本格的に量産され、同国海軍の主力となった。後に、さらに魔導エンジンをパワーアップすべく栄21型に換装し、活動時間を犠牲にして攻撃力と防御力、機動力を向上させた三二型、そしてそれを航空母艦用とした二二型が開発された。また、欧州戦線向けに航続距離を切りつめる代償に、機体構造と防御力を強化した五二型（中尉へ昇進した迫水ハルカが使用）。他にも栄31型へ換装した五三型や、金星62型へ換装した五四型。欧州で栄エンジンの不足からリベリオン製R1830へ換装した、現地改修機材も存在している。その扱いやすさから、多くの扶桑出身ウィッチに愛された。
モデルは大日本帝国海軍の零式艦上戦闘機。
山西航空機 紫電改
使用軍隊：扶桑皇国海軍
主な使用するウィッチ：坂本美緒、宮藤芳佳、菅野直枝、竹井醇子、小村定恵、服部静夏
扶桑皇国海軍の零式に代わる、新世代のストライカーユニットの一つ。山西航空機の開発した、水上用ストライカーユニット「強風」を原型とした上で、改良を重ねて完成した。魔導エンジンには長島飛行脚製「誉」が搭載されており、零式に比べれば旋回性能は劣るが、速度、上昇力、降下性能共に大きく向上している。現行の主力モデルは二一型のようで、扶桑皇国海軍航空隊の他に、各地の統合戦闘航空団に所属する扶桑皇国海軍のウィッチが使用している。
坂本美緒が使用した五三型は誉エンジンの生産量不足を補うべく、宮菱製「マ-43」型魔導エンジンを搭載した、最新のモデルである。最高速度は美緒の試験で、高度3000メートルで毎時350ノット以上と、零式を大きく突き放している。現在、更に高々度性能を上昇させた、性能改善型の開発も進捗している。
ただし、ウィッチによる評価はそれなりに分かれるようで、編隊戦闘重視の醇子からは「欧州での戦闘には最適」と高く評価されているが、単騎戦闘での技量を至上とする美緒からは「私は零式の性能改善型が欲しかった」との不満が呟かれている。
「ブレイブウィッチーズ」において試製紫電改二（チドリ仕様）が雁淵孝美によりテストされており、彼女が戦線を離脱した後は妹の雁淵ひかりが引き継ぐ。
モデルは大日本帝国海軍の局地戦闘機、紫電改。
筑紫飛行機 震電
使用軍隊：扶桑皇国海軍
主な使用するウィッチ：宮藤芳佳
扶桑皇国の紫電改五型と並ぶ最新鋭ストライカーユニット。一時は開発がとん挫していたが、芳佳の許に届いた宮藤博士の技術理論が記された手紙により完成へ至る。ヴェネツィア方面へ向かう扶桑皇国連合艦隊、旗艦大和に格納されていた。
起動には膨大な魔法力が必要であり、魔法力の消費も激しいため、事実上芳佳の専用機である。初出撃においては、大和を含む連合艦隊を翻弄しリネットを苦しめたネウロイX-18を、一撃で粉砕した。第2期での最終決戦において、芳佳が全魔力を喪失したことにより彼女の身体から離脱して海中に落下。烈風丸、大和と共にどこかの島の砂浜に打ち上げられていたが回収され、劇場版にて魔力の復活した芳佳の元に戻ってきた。「RtB」では第10話から登場。一度目のベルリン攻略失敗後、司令部から芳佳の決戦兵器として要請されて秘密裏に送られる。芳佳の魔法力の枯渇で一度は美緒とウルスラとともにB-17に積まれてブリタニアに送られようとしたが、ベルリンに芳佳がいることを知るとベルリンに戻り、ベルリンで回収された静夏が損傷した機体の代わりに装着し、静夏が撃墜された後に魔法力が復活した芳佳が装着して飛び立つ。
モデルは大日本帝国海軍の試作局地戦闘機、震電。劇中においても美緒の言葉により「J7W1」（J=局地戦闘機、W=渡邊鉄工所・九州飛行機）と、震電の機体コードが明言されている。
ウルトラマリン スピットファイア
使用軍隊：ブリタニア空軍
主な使用するウィッチ：リネット・ビショップ、エリザベス・F・ビューリング、ウィルマ・ビショップ、パトリシア・シェイド、アメリー・プランシャール
ブリタニア連邦の代表的ストライカーユニット。基本設計が極めて優秀で、様々な改良を加えつつ、今次大戦の開戦から終戦まで第一線で活躍した。稼働時間が短いが、防空戦闘が主だったブリタニア空軍にとっては大きな問題にならなかった。しかし、反攻作戦が本格化し、長い航続距離が必要とされるようになった時には同機の改造では対応しきれず、結局侵攻作戦用に別のユニットを用意する必要があった。
広くバリエーションが存在するが、イラストコラム版では、1941年当時の量産型であるMk.II、小説版ではマーリン45魔導エンジンを搭載するMk.V、TV版では同60エンジンに換装して性能向上を図ったMk.IXが登場している。中でも、Mk.IXはその新兵でも扱える癖の少なさと、基本性能の高さからMk.Vと並んで大量生産され、大戦中の主力ユニットとして活躍している。第2期では魔導エンジンをマーリンから、2000馬力級のグリフォンへ換装したMk.22が使用されている。同機は、Mk.IXに比べて最高速は55km/h以上、航続距離は200km以上向上した。
モデルはイギリス空軍のスーパーマリン スピットファイア。
アルミュルィ（ガリア国営航空工廠）VG.39
使用軍隊：ガリア空軍、自由ガリア空軍
主な使用するウィッチ：ペリーヌ・クロステルマン、アメリー・プランシャール
ガリア国営航空工廠が開発したストライカーユニット。宮藤一郎博士の研究成果を元に、既に開発途中だったユニットを改良したVG.33が開発されたが、ネウロイのガリア侵攻時には試作機が作られた段階でしかなく、実戦には間に合わなかった。ガリア壊滅後にヒスパニアへ疎開した同工廠は、引き続き開発を行い、VG.33の非力なクワドラ12Y-31魔導エンジンを、より強力なクワドラ12Y-89魔導エンジンに換装したVG.39を完成させた。この機体は従来より出力が1.4倍も向上し、速度や機動性も大幅に改善した。この機体のテストは、主にペリーヌによって行われ、良好な成績を収めた。
しかし、同工廠は生産能力が低く、ガリアのウィッチ達の大半にはこの機体は行き渡らなかったため、VGシリーズを使用したウィッチよりもブリタニアやリベリオンから供与されたユニットで戦った者の方が多い。そう言う意味では不遇な存在のユニットと言えるが、稼働時間は短いものの基本性能は悪くなく、使用するウィッチの技量によっては十分に戦える機体である。
第2期においては、さらなるエンジン出力増大などの、性能改善が図られたVG.39bis型に更新されている。こちらは最大速度にして420マイルに達しており、最早歴とした一線級の機材と称して差し支えない。
モデルはフランス空軍のVG.39。
ファロット G55チェンタウロ
使用軍隊：ロマーニャ空軍
主な使用するウィッチ：フランチェスカ・ルッキーニ、フェルナンディア・マルヴェッツィ、ルチアナ・マッツェイ、マルチナ・クレスピ
ロマーニャ製の機体に、カールスラント製のエンジンを組み合わせた、いわば混血のストライカーユニットである。
そもそも、ロマーニャ公国は優秀な魔導エンジンの開発が思うに任せなかった。一方でアルプス防衛に多くのカールスラント軍が派遣されていた経緯もあって、そのストライカーユニットの整備・修繕を行う場合も多かった。その中で、既存のロマーニャ製機体にカールスラント製DB 601魔導エンジンを搭載する試みが行われ、成功を収めた。これがMC.202フォルゴーレ（稲妻）である。
その後、さらに強力なDB 605エンジンが開発された際に、それを搭載したユニットの開発がロマーニャでも行われた。MC.202はMC.205に発展し、ファロット社は頑丈で空力的にも優れた機体、G55を作り上げた。G55はチェンタウロ（ケンタウルス）の名称がつけられ、制式採用とされた。高高度性能、実用上昇限度ともに優秀で、公国軍の期待は高かったが、生産は遅々として進まなかった。加えてカールスラントから輸入したDB 605エンジンは数が不足し、同エンジンをライセンス生産したファロットRA1050RC58ティフォーネ（台風）も完成が遅れた。そのために完成した機体は一部のエースの専用機として使用された。
第2期でのフランチェスカの使用機体はG55S（スペチアーレ）と呼ばれ、対大型ネウロイ用にリベリオンの高品位燃料に対応した、カールスラント製2000馬力超のエンジンを搭載した、名前通りの選ばれたエース専用機である。このあたりは試作に終わったG55の発展型、G56に近い性能を有していると言える。
モデルは旧イタリア空軍のフィアットG55チェンタウロ。
ノースリベリオン P-51
使用軍隊：リベリオン陸軍、扶桑皇国陸軍
主な使用するウィッチ：シャーロット・E・イェーガー、黒江綾香、ドミニカ・S・ジェンタイル、ジェーン・T・ゴッドフリー
欧州戦線で不足するストライカーユニットの生産を補うため、ブリタニアはリベリオンのノースリベリオン社にユニット生産を打診した。その時にブリタニア側は他のリベリオンのメーカーの機体をライセンス生産することを持ちかけたが、同社は敢えて自社開発の道を選び、計画立案からわずか9ヶ月で試作機を完成させた。
当初は、搭載されていた魔導エンジンの問題で高高度性能が不足していたが、スピットファイアなどと同様のマーリン系エンジンに積み替えるとこの問題は解決、高速と長い航続距離、高高度性能を兼ね備えた優秀な機体に変身したのである。そして、マーリンエンジンをリベリオンでライセンス生産することになり、P・マーリンV-1650型として量産された。こうしてP-51B型・C型が完成し、後には機体形状を変えてさらに性能がアップした決定版、D型が作られた。D型は、魔力配分の効率化とマッピング変更を容易にする改良が施され、戦場での使用目的に合わせたセットアップがその場で可能である。
第2期では501メンバーの中で唯一新型機への変更がなかったが、エーリカが「漸く他のみんなが追いついた」と評するなどその性能は抜きんでている。
扶桑皇国陸軍においても、C型をデータ収集の目的に入手して使用していた。現在、リベリオン本国では軽量化と高速化を更に狙った、P-51H型の製造が進んでいる模様である。
そして3期第4話にて新型ユニットとしてP-51H型が501JFWに1機配備され、シャーロット・E・イェーガー大尉が受領した。スピードはジェットストライカーに及ばないものの、加速性能に優れ一気にトップスピードに持っていける。
モデルはアメリカ陸軍のP-51マスタング。
メッサーシャルフ Bf109
使用軍隊：カールスラント空軍/スオムス空軍
主な使用するウィッチ：エーリカ・ハルトマン、ゲルトルート・バルクホルン、ミーナ・ディートリンデ・ヴォルケ、エイラ・イルマタル・ユーティライネン、ハンナ・ユスティーナ・マルセイユ、ライーサ・ペットゲン他
カールスラントのメッサーシャルフ社が開発した昼間戦闘用ユニット。 モデルは旧ドイツ空軍のメッサーシュミット Bf109
メッサーシャルフ Bf110
使用軍隊：カールスラント空軍
主な使用するウィッチ：ハイデマリー・W・シュナウファー、ハインリーケ・プリンツェシング・ザイン・ヴィトゲンシュタイン、バウリーネ・ヴォルナー、グーニラ・シュベヒト、ヴェンデルガルト・シェンク、エルナ・グロート
モデルは同じく旧ドイツ空軍のメッサーシュミット Bf110
1934年、カールスラント空軍が出した大型高速長距離ユニットの開発指示によって、メッサーシャルフ社が作り上げたユニット。1936年に試作型が初飛行し、Bf109を40km/h弱しのぐほどの高速を発揮、翌37年には量産指示が出されている。しかし搭載したDB600エンジンが不調であったため、初期型ではJuma210型に換装した。その結果、速度性能が低下したため、生産はごく少数に留まっている。
結局、改良型エンジンのDB601が完成する38年末まで、Bf110の実戦配備は遅れた。この新型エンジンを搭載したことで、同機は期待以上の高速性能を発揮。直ちにC型として量産が開始し、実戦配備が行われた。ただし、高速での長距離飛行こそ可能だったが、機体が重く燃料も多量に搭載するために、加速性能と格闘戦性能は劣悪であると実戦部隊から指摘された。そのため、通常の昼間戦闘からは早々に引き上げられ、強行偵察や夜間戦闘、戦闘爆撃用として運用されている。
特に夜間戦闘用としては、信頼性の高さや扱いやすさから多くのナイトウィッチに好まれ、後に新型夜間戦闘用ユニットが登場しても使い続けるウィッチは少なくなかった。他にも戦闘爆撃用としてはFw190系列の誕生に伴い、次第にその座は退いていったが、高速偵察用としては重宝され、大戦末期まで活躍した。また、後継型のBf210が完全な失敗作だったため、Bf110は改良を続けられ、長距離型のD型やエンジンなどを強化したF型・G型が量産されていった。
劇場版に登場。
MiG（ミール・ガスゥダールストヴァ）設計局 MiG60
使用軍隊：オラーシャ陸軍
主な使用するウィッチ：サーニャ・V・リトヴャク、アレクサンドラ・I・ポクルイーシキン
オラーシャ帝国のMiG（ミール・ガスゥダールストヴァ）設計局が開発した最初のストライカーユニットである。
同設計局は、伝統的に奇数番号を戦闘機に、偶数番号を爆撃機に使用しており、ストライカーユニットには新たに50番台を加えて番号が付けられることになっていた。しかし、オラーシャにおけるユニット開発は難航し、他の設計局と共同開発が行われた。そこで製作されたいわば共通フォーマットのユニットをベースに、各設計局が独自にアレンジを加えていったのである。MiG設計局はこうして誕生したユニットに50番台ではなく60番を与えた。これは、一説には同局が完全自主制作したユニットに51番を与える予定だったためと言われている。だが、工場の疎開で品質が安定しなかったことや、設計を急いだことによりMiG60には数多くの不具合が発生、実用化までにはそれらを克服する必要があった。
同機は、他の設計局のユニットに比べて高速性が勝っていたが、航続距離や機体強度に問題を抱えていた。これらを改良して、魔導エンジンをAM-35Aに積み替えた結果、高高度性能に優れた機体となった。
オラーシャの戦線は東と西に分断したため、欧州方面に残されたウィッチは本国からの補給を受けることが困難になり、カールスラントやブリタニアで入手可能な部品でユニットに現地改修を行う例が多かった。劇中のサーニャの機体もこれに当たる。
実在機のモデルはなく、メカ娘にて初出の完全な架空機である。
MiG（ミール・ガスゥダールストヴァ）設計局 MiG i-225
使用軍隊：オラーシャ陸軍
主な使用するウィッチ：サーニャ・V・リトヴャク、アレクサンドラ・I・ポクルイーシキン
MiG60が一定の成果を挙げたMiG設計局では、さらなる高高度用ストライカーユニットの開発に力をいれることになった。その結果生まれたのが、このMiG i-225である。
同設計局は、MiG60の魔道エンジンであるAM-35Aが生産中止になったことを受けて、同機のエンジンを空冷化した機体を製作したが、空力的に洗練されていなかったために試作のみで終わった。その点を改良することを主眼に、設計を全面的に見直したi-220シリーズが製作されることになった。
エンジンと機体の開発に紆余曲折があったが、高高度用エンジンAM-42Bを搭載するi-225が試作され、2号機がサーニャに、中高度用のAM-42を搭載した3号機がアレクサンドラの手に渡り、ペテルブルグの502JFWで実戦テストが行われた。
2機とも良好な結果を収めたため、先行量産の上で制式採用され、名称もMiG-225となった。
モデルはMiGが、MiG-3の後継機として開発したMiG i-225。
フラックウルフ Fw190
使用軍隊：カールスラント空軍
主な使用するウィッチ：ゲルトルート・バルクホルン、ウルスラ・ハルトマン
フラックウルフ社が開発したストライカーユニットであり、Bf109のバックアップ用のユニットとして開発された。
高い性能を持ちながらも癖のあるBf109に対し、同機は設計主任が元ウィッチだったこともあって、ウィッチ側から見た「自分が使うならばどのようなユニットがよいか」という視点が設計に徹底的に反映された。無骨で頑丈な構造や操作性の良さ、ウィッチ個人に合わせてのセッティングも容易になるなどBf109に比べて運用性は大きく向上し、整備性や生産性も高くなった同機は、軍にとってもウィッチにとっても理想的なユニットになった。だが、フラックウルフ社は会社規模が小さく、ノイエ・カールスラントへの疎開の際にも現地工場の立ち上げに手間取り、量産体制に遅れが出た。このことから、Bf109を押しのけてカールスラント軍の主力ユニットになるまでには至らなかった。
当初はBMW製の空冷魔導エンジンを搭載していたが、高高度性能向上のために液冷エンジンを搭載した発展型が作られた。これがD型である。この型はいくつかのプロトタイプが製作されており、A-6型にユングフラウマーギッシュバウ（Juma）213A-1魔導エンジンを搭載した機体がD-6型と仮称され、第501統合戦闘航空団のゲルトルート・バルクホルン大尉によって実戦テストが行われた。大尉によるテストの結果は良好だったが、機体安定性の強化などの問題が新たに浮上した。これらを解決するために機体の延長や細かい改修を行った機体が、D-9型として量産化された。D-9型は汎用戦闘機として活躍し、さらに高高度性能を高めた改修型も開発されている。
更にバルクホルン少佐機は第3期6話で高速戦闘を行う戦闘機型ネウロイに対抗する為、シャーロット・E・イェーガー大尉により徹底的に軽量化する改良が行われている。
モデルは旧ドイツ空軍のフォッケウルフ Fw190。
95式艦上戦闘脚
使用軍隊：扶桑皇国海軍
主な使用するウィッチ：坂本美緒、北郷章香、若本徹子
宮藤博士が、自らの「宮藤理論」を確立する以前に製作されたストライカーユニット。魔導エンジンはランドセル型のユニットに搭載されており、それをウィッチが背負って飛行する必要があった。主翼部分も複葉であり、旧態依然とした機体である。美緒らの手によって扶桑海事変にこの機体が参戦したことにより、様々な問題点が判明した。それらを克服するための研究が、後のストライカーユニットのスタイルを確立することになってゆく。
モデルは大日本帝国海軍の九五式艦上戦闘機。
96式艦上戦闘脚
使用軍隊：扶桑皇国海軍
主な使用するウィッチ：坂本美緒、北郷章香、若本徹子、竹井醇子
宮藤博士が設計に携わり、後に「宮藤理論」と呼ばれる新機軸を本格的に導入した初のストライカーユニット。魔道エンジンを戦闘脚内部に格納することで、95式に比べて最高速度にして50km/hも上回り、旋回性能も同等以上の性能を発揮することとなった。
モデルは大日本帝国海軍の九六式艦上戦闘機。
キ27 97式戦闘脚
使用軍隊：扶桑皇国陸軍
主な使用するウィッチ：穴拭智子、加藤武子、加東圭子、黒江綾香
長島飛行脚が開発した陸軍初の「宮藤理論」型ストライカーユニット。優れた格闘戦能力を持ち、その軽快さを活かして接近戦を行えば敵を翻弄することができる。だが、搭載されたマ1型乙魔導エンジンは出力が低く、第2次ネウロイ大戦の時点では、速度面ではすでに時代遅れになりつつある。
モデルは大日本帝国陸軍の九七式戦闘機。
キ43 一式戦闘脚「隼」
使用軍隊：扶桑皇国陸軍
主な使用するウィッチ：加藤武子、黒江綾香、角丸美佐
キ27の後継機として開発されたストライカーユニット。マ25魔導エンジンを搭載し、高速性能が向上している。しかし、陸軍上層部の要求によりキ27に負けない格闘戦能力を盛り込んでもいる。初期は97式に対して絶対的な優位を示せず、制式採用が遅れた経緯があった。後にはより強力なエンジンに積み替えたII型が開発されている。さらに、ブリタニア製パーツでエンジンを強化し、翼形状も変更したII後期型が開発され、I型に比べて最高速度が50kmも増加している。
モデルは大日本帝国陸軍の一式戦闘機「隼」。
キ44 二式戦闘脚「鍾馗」
使用軍隊：扶桑皇国陸軍
主な使用するウィッチ：穴拭智子、中島錦
長島飛行脚が開発したストライカーユニット。マ1型乙に対して1.5倍の出力を持つマ41魔導エンジンを搭載。エンジン直径が太いため、ややずんぐりしたシルエットの大振りなユニットになっている。その高速を活かした一撃離脱による戦法を得意とするが、反面、鋭敏すぎる操縦性や高い着陸速度により、技量の優れたウィッチでなければ扱いにくい機体でもある。
モデルは大日本帝国陸軍の二式単座戦闘機「鍾馗」。
キ61 三式戦闘脚「飛燕」
使用軍隊：扶桑皇国陸軍
主な使用するウィッチ：諏訪天姫、加東圭子、稲垣真美
扶桑皇国では珍しく液冷魔導エンジン「マ40」を搭載したストライカーユニット。Bf109とよく似たスマートな機体が特徴。P-51と同様に胴体下部に放熱器（ラジエーターとオイルクーラー）の空気取り入れ口（エアインテーク）が見られる。
モデルは大日本帝国陸軍の三式戦闘機「飛燕」。
G50フレッチア
使用軍隊：ロマーニャ空軍、スオムス空軍
主な使用するウィッチ：エルマ・レイヴォネン、ジュゼッピーナ・チュインニ
ロマーニャのファロット社が開発したストライカーユニット。今次大戦の開戦時において既に旧式化しており、二線級のユニットとして扱われていた。スオムスに余剰になった機体が供与され、それでも貴重な戦力となった。
モデルは旧イタリア空軍のG50。
He112
使用軍隊：カールスラント空軍
主な使用するウィッチ：ウルスラ・ハルトマン
カールスラントのハインツェル社が開発し、Bf109と主力機の座を争ったユニット。結局Bf109に破れ、制式採用されなかった。
モデルは旧ドイツ空軍のHe 112。
ハリケーン
使用軍隊：ブリタニア空軍
主な使用するウィッチ：エリザベス・F・ビューリング
ブリタニアのストライカーユニット。スピットファイアが採用される前の主力機であった。速度性能・旋回能力共にスピットファイアに劣っていたが、射撃時の安定性はこの機体のほうが優れていた。
モデルはイギリス空軍のホーカー ハリケーン。
バッファロー
使用軍隊：リベリオン海軍、スオムス空軍
主な使用するウィッチ：キャサリン・オヘア、エイラ・イルマタル・ユーティライネン、ハンナ・ウィンド、ニッカ・エドワーディン・カタヤイネン
リベリオンのビヤスター社が製造したストライカーユニット。直径の大きいサイクロン魔導エンジンを搭載し、短い機体のため、極めてずんぐりしたスタイルになっている。F4Fが配備されたことにより旧式となり、スオムス空軍で使用された。しかし、当地では優れたウィッチの手によって戦果を挙げ、高い評価を得ることになった。
モデルはアメリカ海軍のF2Aバッファロー。
F4Fワイルドキャット
使用軍隊：リベリオン海軍
主な使用するウィッチ：キャサリン・オヘア
1939年時点でのリベリオンの新型艦載用ストライカーユニット。バッファローに比べて最高速度、運動性能、特に旋回性は大幅に向上している。小説版の序盤にてキャサリンが使用。第3巻以降に再度彼女の愛機となっている。ブリタニアでも「マートレートII」という名前で、ブリタニア向けの機体をリベリオンから供与を受けて使用している。
モデルはアメリカ海軍のF4Fワイルドキャット。
Me262v1
使用軍隊：カールスラント空軍
主な使用するウィッチ：ゲルトルート・バルクホルン
ノイエ・カールスラントの開発局にてウルスラ・ハルトマンが開発した試作型ジェットストライカーユニット。翼上に噴流式魔導エンジンを左右2基搭載している。
実戦テストのためロマーニャの501基地に搬入され、ゲルトルートによるテスト飛行および実戦では従来のレシプロ式ユニットを圧倒する性能を示したが、過剰に装着者の魔力を吸収して消耗させる（あまつさえ装着者の制御が喪失しても、装着者からの魔力の抽出が止まらない）という致命的欠陥が露呈し、機体も全損したため開発者であるウルスラにより回収された。
緊急発進用にロケットブースターも用意されており、後にネウロイX-16攻撃チームを成層圏に到達させるのに使用された。
劇場版「Operation Victory Arrow　Vol.1」ではウルスラらによりエンジンの換装など改良が行われたうえでサン・トロン基地に持ち込まれ、バルクホルンによるテスト飛行が行われた。またミーナとバルクホルンの窮地にハルトマンが使ったこともあった。
モデルは旧ドイツ空軍のメッサーシュミット Me262。
ハインツェル He162
使用軍隊：カールスラント空軍
主な使用するウィッチ：ウルスラ・ハルトマン
ノイエ・カールスラントの開発局にてウルスラ・ハルトマンが開発した試作型簡易ジェットストライカーユニット。噴流式魔導エンジン1基ずつ搭載している。
モデルは旧ドイツ空軍のハインケルHe162。
Me163「コメート」
使用軍隊：カールスラント空軍
主な使用するウィッチ：ミーナ・ディートリンデ・ヴィルケ
ウルスラ・ハルトマンが開発したジェットストライカーユニット。魔法力と高密度エーテルの混合燃料を使用している為、魔法力の消費はレシプロ機と同じに抑えられているものの、燃費は悪く継続飛行時間も短い。なお、燃料は衣服に掛かると溶ける性質を持つ。
モデルは旧ドイツ空軍のメッサーシュミット Me163。
ハーヴァード
使用軍隊：リベリオン空軍、ブリタニア空軍他
主な使用するウィッチ：ヴァージニア・ロバートソン他、連盟空軍航空魔法音楽隊「ルミナスウィッチーズ」
リベリオン製のストライカーユニット。練習機としてブリタニア連邦国家でも使用されており「ハーヴァード」はブリタニア連邦国家での愛称。ルミナスウィッチーズが集結した基地にも配備されており、ルミナスウィッチーズではそれを専用カラーに塗装して使用している。
モデルはアメリカ合衆国軍のAT-6テキサン。

### 陸戦用ストライカーユニット
マチルダII
使用軍隊：ブリタニア陸軍
主な使用するウィッチ：セシリア・グリンダ・マイルズ
ブリタニア王国陸軍が使用する陸戦用ストライカーユニット。火力は平凡なものの、シールド強化能力は高い。
北アフリカの戦線にも派遣され、同地での地上型ネウロイを相手に大きな戦果を挙げている。
モデルはイギリス陸軍のマチルダII歩兵戦車。
ティーガー
使用軍隊：カールスラント陸軍
主な使用するウィッチ：シャーロット・リューダー
カールスラント陸軍が使用する陸戦用超重戦闘装甲脚。カールスラントが母国奪回のための決戦兵器として開発した。大型の88mm砲を搭載するため、他のストライカーユニットとは一線を画する巨大な姿は、まるでパワードスーツのようである。フレデリカ・ポルシェ技術少佐の率いる実験部隊によってアフリカ戦線に持ち込まれた。

### 扶桑皇国軍（TV版・劇場版）

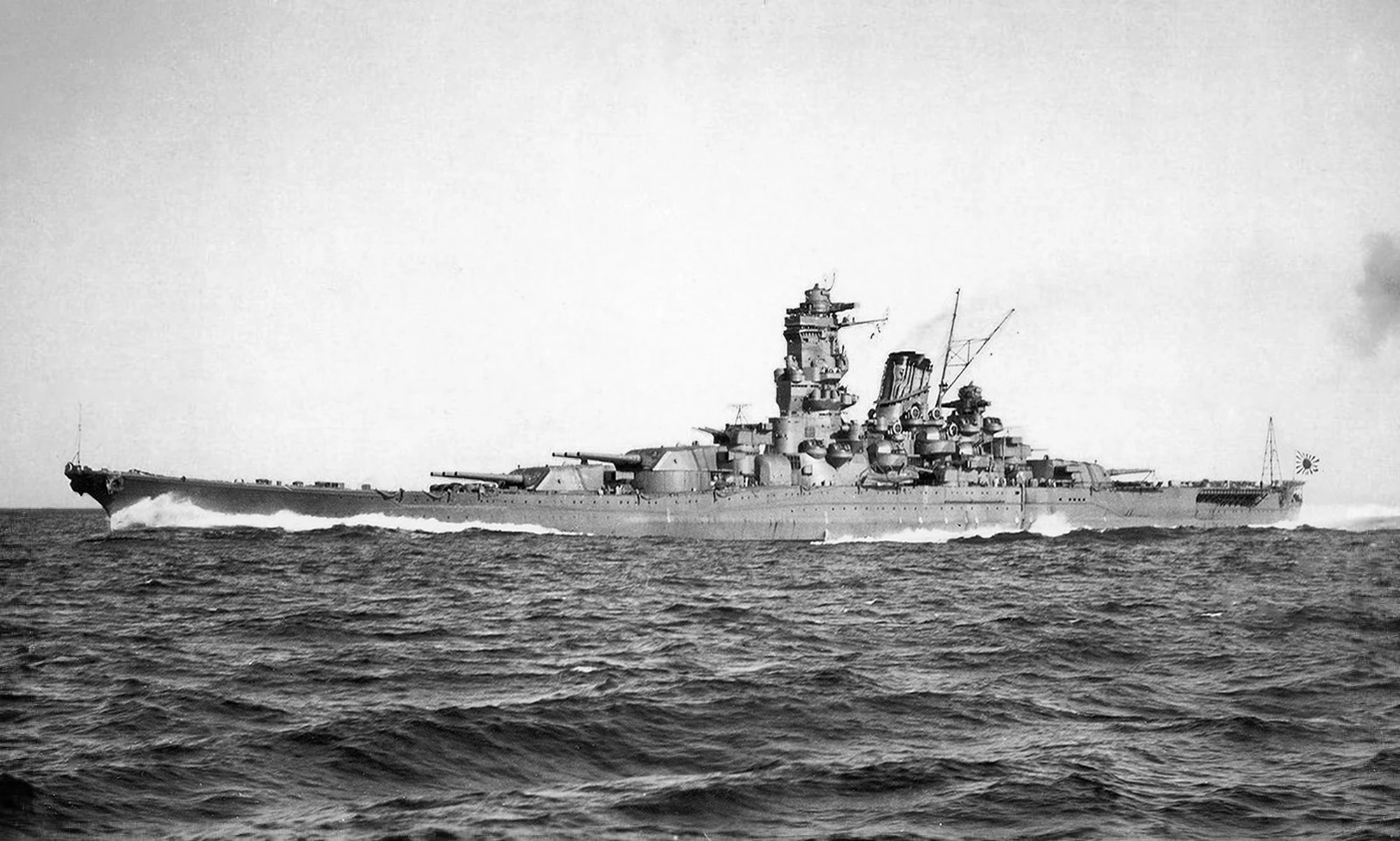

九九式艦上戦闘機
扶桑皇国海軍の主力戦闘機。第1期第1・2話で登場。赤城に搭載されており、ネウロイを迎撃するために出撃したが、奮戦空しく全て撃墜されている。第2期第8話でも大和はじめ派欧艦隊の搭載機が迎撃に出たが大型ネウロイのビームに一掃された。モデルは大日本帝国海軍の九六式艦上戦闘機。
零式艦上戦闘機
九八式と並ぶ扶桑皇国海軍主力戦闘機。2期8話にて「千歳」「千代田」所属航空隊の機体が登場。零式艦上戦闘脚の技術を大きくフィードバックしており、軽快な運動性と、ウィッチが使用する九九式と同一の二〇ミリ機銃を装備する。小型ネウロイ相手ならば対抗可能と期待されているが、2期8話に出現した大型ネウロイに対しては、歯が立たなかった。モデルはその名前の通り、大日本帝国海軍の零式艦上戦闘機。
零式水上観測機
扶桑皇国海軍の水上観測機。劇場版にて登場。美緒が操縦。
二式飛行艇
扶桑皇国海軍の大型飛行艇。第2期にて登場。美緒と芳佳が欧州に向かうために使用した。通称「二式大艇（たいてい）」。非常に長大な航続距離と、大型機ならではの頑丈さを誇る。ストライカーユニット発進装置を搭載することも可能。
九五式小型乗用車（くろがね四起）
扶桑皇国が開発した四輪駆動の軍用車両。第1期第1話で美緒が芳佳の身辺を探る際に、副官の土方の運転で使用していた。
赤城
扶桑皇国海軍の航空母艦。史実での近代化改装後の姿であるが、塗装は真珠湾攻撃以前のもので、飛行甲板にミッドウェー海戦時のような巨大な日の丸は描かれておらず、艦載機に零戦も含まれていない。第1期第1・2・8・11・12話で登場。
遣欧艦隊の旗艦として、美緒と芳佳を乗せてブリタニアに向かう途上、ネウロイの襲撃を受ける。この時は艦橋の上半分を吹き飛ばされたり、ビーム兵器の命中弾を受けて中破したが、美緒らの活躍で沈没は免れた。
その後、ブリタニアにて修理を終えた同艦は、ガリアへの反攻作戦の第1陣として攻撃に加わる予定だったが、マロニー大将の謀略によって「STRIKE WITCHES」が解散させられたため、美緒と芳佳、ペリーヌを乗せて扶桑への帰路につく。だが、今度は暴走したウォーロックに襲われ、多数の命中弾を受けて沈没。その後ウォーロックによって艦体を利用され、巨大なネウロイの浮遊兵器と化した。同型艦として2期に登場した「天城」､カールスラント海軍に譲渡された三番艦、四番艦が存在する。なお、三番艦「グラーフ・ツェッペリン」は「白銀の翼」にてネウロイ化し登場している。
陽炎型駆逐艦
扶桑皇国海軍の主力駆逐艦。第1期第1・2話で登場。赤城の護衛として6隻で艦隊を組み、共にブリタニアに向かっていたが、ネウロイの強襲により「雪風」以外は全て撃沈または行動不能になってしまった。なお、艦名は「天津風」「雪風」「浦風」などが確認できる。全艦とも史実での2番主砲を25mm機銃に換装した対空兵装強化後ながら、塗装は戦時塗装前の状態であり、艦首両側面に駆逐隊番号、舷側にカタカナ表記の艦名が記されている。
大和
扶桑皇国海軍が対ネウロイ用の切り札的存在として地中海に回航された超弩級戦艦。第2期と劇場版にて登場。史実での1944年以降の対空兵装強化型の姿で登場。連合艦隊旗艦であり扶桑の象徴である。第2期第1話では、欧州への派遣のための準備で横須賀に寄港していた。史実ではその存在は極秘であったが、一般の女子学生である美千子が艦名や詳細を諳んじていた事から、作中では隠匿されていない模様である。前作で空母「赤城」艦長を務めた杉田が本艦でも艦長として指揮を執っている。
第8話にてロマーニャに向かう途上でネウロイとの初戦闘。距離60000よりネウロイを探知するなど、高性能電探を搭載しており、一撃では容易に損傷を負わない強靱さを見せつけたが、この時点で最強を誇る46cm主砲をもってしてもネウロイに致命傷は与えることはかなわなかった（他国の戦艦よりもダメージは与えられてはいたものの、再生速度が46センチ砲で与えるダメージを上回っていたためにほぼ無意味であった）。
さらにウォーロックの研究データを基に、鹵獲したネウロイのコアを10分間のみ暴走無しに制御できる「魔導ダイナモ」を搭載しており、最終決戦「オペレーション・マルス」では天城からの遠隔操作でネウロイ化され、飛行能力や自己再生能力を獲得している。ネウロイのコアが破壊されると同時に「大和」のネウロイ化も解け、海面に向かって垂直に落下、そのまま沈没したかに思われたが、最終シーンにおいて芳佳の「震電」や美緒の「烈風丸」とともに、外見に限って言えば特に大きな損傷もなく海岸に座礁している姿が描写された。
劇場版では美緒がブリタニア海軍とリベリオン海軍と共同で引き上げ作戦を行っており、前記のように大きな損傷がなかったためメンテナンスでブリタニアのポーツマス軍港で再航行可能な状態に復活。カールスラント方面のネウロイ掃討のために北海を航行していたが、芳佳と静夏の危急を知った美緒が、行き先を変更して、大和サイズのフロートを装備してライン川を遡上させた。最終戦闘で小型ネウロイをまとめて消滅させたり、超大型ネウロイに対し後方支援で砲撃を行い、その一撃がコアを露出させウィッチの援護を行うなど大きく活躍している。ライン川遡上以降は美緒の後任に任せられる予定。同型艦として二番艦「武蔵」も存在している模様。
高雄
扶桑皇国海軍の重巡洋艦。第2期で登場。戦艦大和と共にヴェネツィア方面派遣艦隊の一隻として、欧州へ赴く。同型艦「摩耶」のような、対空兵装の強化は行われておらず、20cm連装主砲5基の配置は健在。
第8話で新型ネウロイの集中攻撃を受け、機関に大損傷を負い、一方的な的になるところを、リネットのシールドと陽動によって救われる。アフリカの魔女シリーズ ケイズ・リポート2にも登場。
ドラマCDでは芳佳の親戚にして親友の美千子が、雲の形を本艦の艦橋に例え、土方と話題を弾ませたキッカケの艦でもある。小説版では、美千子と土方のやりとりは登場しない。
2期第11話では、ヴェネツィア上空のネウロイの巣に突入する「大和」を護衛する艦隊の一部として、同型艦の「摩耶」が参加している。
秋月型駆逐艦
扶桑皇国海軍の駆逐艦。主砲に九八式65口径10サンチ高角砲連装4基8門を搭載し、水雷兵装より対空火力を重視した防空駆逐艦である。第2期8話にて戦艦「大和」を旗艦とする扶桑皇国連合艦隊の1艦として登場、10話では「キング・ジョージ5世」級戦艦、戦艦「ビスマルク」などを中心とする多国籍艦隊の1艦として登場している。
第8話で「大和」からカタパルト発進する芳佳の背景を航行している艦は、舷側に「秋月（アキヅキ）」の名前が確認できる。前部マストは電探装備型ではなく、機銃の増備は後部高射装置部分のみ、後部マストに一号三型電探を装備する（史実ではこの装備内容で存在した時期はない）。
伊四〇〇型潜水艦
扶桑皇国海軍の有する、最大級の潜水艦。2期10話にてマルセイユ、エーリカを隠密浸透させるために出撃している。史実に置いては、水上攻撃機3機を搭載し、潜水空母と呼ばれたこともあった。ストライクウィッチーズの世界においては、ストライカー発進ユニット搭載への改修を受けている模様で、ストライカーを2機まで搭載可能である。作戦に参加した潜水艦は伊四〇〇型潜水艦であり、艦橋にナンバーが記されている。
天城
赤城の同型艦（共に元は天城型巡洋戦艦）。ストライクウィッチーズの世界においては赤城型空母二番艦（本来ならば天城型とされるべきであるが、作中では赤城型と表記されている）として完成している（史実では「長鯨」との改名が予定されていた）。1期のアフターストーリーであるゲーム「ストライクウィッチーズ 白銀の翼」では、ガリア解放を果たし解散することになった第501統合戦闘航空団の機材をロマーニャの第504統合戦闘航空団へ移送するために使用された。2期の「オペレーション・マルス」では大和ネウロイ化のコントロール母艦として使用されており、杉田などが乗艦していた。また、本最終作戦でウィッチーズの搭載艦ともなっている。劇場版でも医学留学のために三度目の渡欧をする芳佳と随行者である服部静夏を乗艦させてガリアのパ・ド・カレーに入港している。
千歳型軽空母
扶桑海軍の軽空母で千歳、千代田がある。水上機母艦からの戦時改造。小型で搭載できる航空機は少ないが、速力が速い。第2期第8話で扶桑艦隊とともに欧州に向かっていた時にネウロイによる攻撃に合い、搭載機を全機発艦させて攻撃しているが搭載機の半数を撃墜され、さらには護衛の巡洋艦高雄が攻撃を受けて大破したためリネットによる援護を受け大和を先頭に戦闘区域を離脱した。最終作戦「オペレーション・マルス」にも参加している。小説版では登場しない。

### ブリタニア軍（TV版）
ソードフィッシュ
ブリタニアのシルフィー社が開発した複葉の雷撃機。鋼管のフレームに羽布張りという古めかしい構造で、最大速度も遅かった。しかし信頼性や操縦性は高く、本来の雷撃よりも連絡機や夜間哨戒機、地上攻撃機として使用された。第1期第11・12話でシャーロットとフランチェスカが沈みゆく赤城から美緒とペリーヌを救出するのに使用した。この機体は独自の塗装とマーキングがなされており、雷撃機構をオミットして900リットルの増加タンクをつけ、航続距離を伸ばす改造も行われている。シャーロットが連絡機として使う名目で廃棄された機体を入手、整備士たちと共に自分でレストアした上で私物にしてしまったもので、そのため武装はない。モデルはフェアリー ソードフィッシュ。
キング・ジョージ5世級戦艦
2期10話にて登場。戦艦「ビスマルク」の前を航行している。45口径14インチ主砲を、4連装2基、連装1基10門と変則的な配置を持つ戦艦。2期11話においては、ヴェネツィア上空のネウロイの巣へ突入する「大和」を護衛する艦隊の一部として、同型の「プリンス・オブ・ウェールズ」「デューク・オブ・ヨーク」「アンソン」「ハウ」の4隻が勢ぞろいしている（ミーナが作戦を説明するシーンの布陣図による）が、ネームシップの「キング・ジョージ5世」のみ登場しない。

### カールスラント軍（TV版・OVA・劇場版）
Ju52
カールスラント空軍の主力輸送機。第1期第6話で美緒とミーナ、芳佳が司令部からウィッチーズ基地に戻る時に使用した。第2期第4話でもウルスラが501基地訪問に使用、第10話では501の部隊マークを付けた機体がミーナとマルセイユを送迎に、第11話ではミーナと美緒が司令部に向かいために使用していた。
「RtB」においても、第4話のP-51H型の輸送などに用いられたりしている。またパットン将軍がミーナと芳佳を伴い統合軍総司令部のアムステルダムへ向かう時に使用した機体や、キール基地にカールスラント空軍のマークを付けた機体が複数駐機しているのが確認できる。
キューベルワーゲン
カールスラントで使用されている軍用車両。アニメ版第1期第9話で意識が回復したクリスを見舞うために、ゲルトルートとエーリカがロンドンに行くために使用した。
 ティーガーI型戦車
カールスラント軍の主力戦車。「劇場版」、「RtB」にて登場。
「劇場版」では、欧州上陸作戦に登場。「RtB」では、パットン大将が率いる戦車隊の中に登場している。
フィールドキッチン
カールスラントの歩兵用の野外炊具。第2期で設備の不十分な時期のロマーニャ基地での炊事に使用されている。
ビスマルク級戦艦
47口径15インチ砲連装4基8門を装備するカールスラント海軍最大の戦艦。第2期第8話で戦艦「大和」を旗艦とする扶桑皇国連合艦隊、10話では「ヴィットリオ・ヴェネト」級戦艦、「キング・ジョージ5世」級戦艦ともに艦隊行動をとっている。塗装は史実の第三帝国海軍艦艇に準拠するが、史実でナチスの鉤十字（ハーケンクロイツ）が描かれていた艦首尾の甲板には、鉄十字（アイゼンクロイツ）を斜め45度に傾けたようなシンボルが描かれている。
カールスラント海軍（史実のドイツ第三帝国海軍）は艦艇の識別を困難にするため、戦艦や巡洋艦のデザインを意図的に類似させており、8話で登場した際には「アドミラル・ヒッパー」級重巡ではないかとの指摘もあったが、細部を比較すると、後部マスト基部の構造物の形状、船体に対して直角に配置されたカタパルト、煙突と後部マストの間隔などの特徴から「ビスマルク」級戦艦と識別でき、さらに魚雷発射管の装備がないことから同型艦の「ティルピッツ」ではなく「ビスマルク」と推定される。2期11話では、ヴェネツィア上空のネウロイの巣に突入する「大和」を護衛する艦隊の一部として「ビスマルク」とともに「ティルピッツ」も加わっている。
80cm列車砲
「ブレイブウィッチーズ」第11話で、グスタフとドーラの２門が雲を吹き飛ばす超爆風弾と魔力を帯びた徹甲弾を撃ち込み、ネウロイの巣の破壊を狙う作戦が開始される。
グスタフに装填された超爆風弾はグリゴーリの雲を吹き飛ばすことに成功するも、ドーラの魔導徹甲弾は発射前に砲身を破壊され使用不能にされ、グスタフに移される運びになるがその間にグリゴーリが移動を開始してしまう。ドーラに残された魔導徹甲弾は孝美ら502JFWの手で、直接グリゴーリに投下され一度は破壊に成功するが真コア持ちだった為再生を開始されてしまい失敗してしまう。グスタフに移された魔導徹甲弾の2発目はグリゴーリの雲に阻まれ失敗し砲弾は分解してしまうが、魔法力が込められた弾芯は砕けたものの魔法力は残っておりそれが勝利のカギとなった。
曲射銃身、対空誘導弾、空中火炎放射器、音波砲
OVA「Operation Victory Arrow」Vol.1でウルスラ・ハルトマンがサン・トロン基地にお土産の一部として持ち込むが、実戦を担当するエーリカ・ハルトマンは呆れた様子で見ていた。
ラーテ
作中では「陸上巡洋艦ラーテ」と呼称されている。全長39m、全幅11m、重量1000tの超巨大戦車で、赤く塗装されベルリン奪還作戦の為の決戦兵器として投入された。輸送にはキール軍港が必要だった。主砲である二門の28cm砲からは対ネウロイ用徹甲弾を発射可能で、壁型ネウロイを一撃で撃破できるほどの威力を持つ。防御面は対ネウロイ用傾斜装甲でビームを弾くことが出来るものの、劇中では集中攻撃で内部に被害が出ていた。フラックタワーに宮藤やパットン大将達が避難した後、ネウロイの集中砲火によって破壊される。

### リベリオン軍（TV版・劇場版）
フレッチャー級駆逐艦
2期10話にて登場。艦橋部に大型のウイングブリッジを備えた後期型仕様である。艦隊航行位置は「秋月」型同様、艦隊輪形陣外周。キング・ジョージ5世級戦艦の近くを航行している。38口径5インチ両用砲5門、40mm高射機関砲10門、21インチ魚雷発射管10門。そして優秀な対空レーダーなど、充実した装備を誇る大型駆逐艦。史実においては175隻も建造された。総合的な性能で言えば、当時最高の駆逐艦の一つである。
2期11話においては、ヴェネツィア上空のネウロイの巣に突入する「大和」の護衛艦隊として、同級の「ニコラス（DD-449）」「ラ・ヴァレット（DD-448）」「ヘイウッド・L・エドワーズ（DD-663）」「リチャード・P・リアリー（DD-664）」の4隻が参加している（作戦説明時の布陣図による）ほか、出撃前のシーンで「大和」および「秋月」型駆逐艦とともに停泊する「メルヴィン（DD-680）」が確認できる。
シャーマン初期型
リベリオン軍の主力戦車。「劇場版」、「RtB」にて登場。
劇場版では、欧州上陸作戦やベルギカのネウロイ攻勢時などで登場。
「RtB」では、多連装ロケット砲を搭載した車輌も登場している。
B-17
リベリオン軍の戦略爆撃機。「RtB」にて登場。
ネウロイの巣「ウォルフ」を覆っている雲を剥がすためにパットン大将が陣頭指揮を執って501JFWとともに編隊で出撃し、対ネウロイ気化爆弾を投下して雲を剥がすことに成功。しかし、その後はネウロイの反撃に遭い、多数が撃墜される。
また、タイヤの破損が見つかった為に爆撃に参加しなかった機体が、ウルスラの作った機材や震電をブリタニアへ輸送するために使用され、同機に坂本美緒やウルスラが乗り込んだ。

### ヴェネツィア公国海軍（TV版・OVA）
全軍艦とも史実のイタリア海軍水上艦艇がモデルとなっており、甲板塗装もそれに準じたものとなっている。
リットリオ級戦艦（ヴィットリオ・ヴェネト級戦艦）
ヴェネツィア海軍の唯一の超弩級戦艦。対ネウロイ用に長身主砲を採用しており、対大型ネウロイ用対空焼夷弾、徹甲弾を連続発射することができる。第2期第2話では美緒・芳佳をロマーニャに輸送中の二式飛行艇に攻撃を仕掛けていたネウロイに第一戦隊の「リットリオ」が攻撃するもほとんど攻撃が効かず返り討ちにあい航行不能になる前に芳佳の援護により撤退した。最終作戦「オペレーション・マルス」にも大和の護衛艦として「リットリオ」と史実には存在しない同級戦艦「ドージェ」が参加しており、初めのネウロイの巣の護衛ネウロイに対しての攻撃は効果があったものの、美緒を取り込んだネウロイには攻撃が効かず、ネウロイのビームにより一撃で「リットリオ」が大打撃を受けている。その後、「Operation Victory Arrow」Vol.2にも登場。
同型艦にヴェネツィア、ヴィットリオ・ヴェネトなどがある。ヴェネツィア海軍のレオナルド・ロレダン大佐などはリットリオに乗艦している。
「RtB」においてはドージェが登場し、地中海から大西洋へ回る任務中に氷山に擬態したネウロイと遭遇し戦闘に入り、そして様子を見に来た芳佳を援護している。ドージェは対ネウロイ装甲と呼ばれるものに装甲が換装されており、ネウロイのビームならある程度耐えるようになっている。
ザラ級重巡洋艦
ヴェネツィア海軍の主力重巡洋艦。対地上型ネウロイ向けに設計されており、飛行型に対しては対空能力が不足している。第2期第2話ではヴェネツィア艦隊とともに行動を共にしておりネウロイとの戦闘にも参加していたが特に目立った戦果を挙げることなくネウロイによる攻撃で航行不能になる寸前で芳佳の援護を受けて撤退した。第6話では同型艦、ザラ、ポーラとMC202フォルゴーレがネウロイに攻撃を仕掛けるが一部を破壊しただけでネウロイの反撃（?）で二隻とも航行不能になった。
その他の同型艦にフィウメ、ゴリツィアがある。
ナヴィガトーリ級駆逐艦
ロマーニャ海軍とヴェネツィア海軍が同じ設計図をもとに建造した駆逐艦で通常の駆逐艦よりも大型。第2期第2話と最終作戦「オペレーション・マルス」に同型艦が数隻登場していたが特に目立った戦果は挙げていない。

### ヴェネツィア公国空軍・ロマーニャ空軍（TV版）
MC.202戦闘機
トラヤヌス作戦にて、第504統合戦闘航空団のウィッチと共に、人型ネウロイへ接触を試みたレシプロ戦闘機。史実ではイタリアのマッキが開発した戦闘機である。航続距離こそ短いが、ロマーニャ軍の主力戦闘機となっている。しかしながら作中の描写を見ている限り、第504統合戦闘航空団もろとも、ネウロイを相手に壊滅してしまった可能性が高い。第2期第6話でも、ネウロイX-16の支柱部に対して機銃掃射での破壊を試みたが、徒労に終わっている。
アブロ ランカスター爆撃機
第2期第6話でネウロイX-16の支柱部に対して反跳爆弾による反跳爆撃を行っている。

### カールスラント軍（アフリカの魔女シリーズ）
German 88mm Gun Flak 36
ハルファヤ峠の防衛線に配置されていた高射砲。長射程と高い命中精度と威力を誇り、生身の兵士がネウロイに対抗できる貴重な兵器である。ネウロイの大攻勢の最中、至近弾によって破損し照準があわせられなくなったが、尾栓を覗いての直接照準で見事に大型ネウロイに止めを刺した。
カールスラント軍中戦車
ハルファヤ峠の防衛線に配置されていた戦車。地上型ネウロイの砲撃を受けて、なすすべなく撃破されてしまった。型名は不明だが、外見は実在のIII号戦車に酷似している。
カールスラント軍対空戦車
ハルファヤ峠での戦いで、飛行杯型のネウロイに襲われたブリタニア軍兵士を救うべく懸命の対空射撃を行っていた。型名は不明だが、外見は実在のヴィルベルヴィントに酷似している。
カールスラント軍軽戦車
ミハイル・シュミットがフレデリカとの出会いを回想する場面で搭乗していた戦車。型名は不明だが、外見は実在の38（t）戦車に酷似している。また、ミハイルは「スツーカの魔女」では別のタイプの戦車に搭乗していた。こちらはII号戦車に酷似している。

### ブリタニア軍（アフリカの魔女シリーズ）
ブリタニア軍双発爆撃機
「アイガーの魔女」にてアルプスを越えてのネウロイへの戦略爆撃に従事していた。型名は不明だが、外見は実在のビッカース ウェリントンに酷似している。

### 人類連合軍（いらん子中隊シリーズ）
飛行船
欧州での人員・物資などの輸送手段における航空手段のひとつで、航空機に比べコストがあまりかからなく大量の荷物が積める事から主に欧州各地にて大陸間での人員・機材等の輸送業務に使用されている。
JU88
カールスラント製の爆撃飛行船。全長75m・幅25mと大型で、2tも爆弾を搭載する事ができるが、飛行速度が遅く、飛行高度も3000mしか昇れず、対空砲火などの標的にされやすいため、制空権を確保する必要がある。
カールスラント・フォード
欧州各地で使用されているカールスラント製の軍用車両。本編では「ボロボロのカールスラント・フォード」と表記されている。

### リベリオン軍（いらん子中隊シリーズ）
レキシントン
リベリオン海軍の戦艦改装の航空母艦である。フロリダ沖で新規編成されたウィッチ部隊の訓練を行っていたが、同部隊に配属されたキャサリンが引き起こした事故で、戦わずして部隊は壊滅。この惨劇によって、彼女の名は恐怖の代名詞として海軍中に響きわたる事となった。

### 扶桑皇国軍（ストライクウィッチーズ零）
紀伊型戦艦
扶桑海軍の戦艦である。作中では新鋭艦と称され、扶桑海事変当時はこの艦級が扶桑海軍最新艦であった。1940年代までに紀伊、尾張、駿河、近江の四隻が竣工した。4隻で第二戦隊を編成する。完成後に扶桑海事変に投入され、最終決戦時に海軍のとある大将の策謀に使用された（史実では八八艦隊建艦計画で1920年代に計画され、ワシントン軍縮条約の煽りで未完成に終わった。ストライクウィッチーズの世界では天城型巡洋戦艦を空母に改装した上でカールスラントに譲渡した見返りに同国の研究していたダメージコントロール技術を受け取って建造されたために建造時期が1930年代にずれこんでいる）。船体規模は史実とほぼ同じだが、基準排水量が45000トンへ増大している他、艦橋構造は改装後の長門型戦艦に準じた構造となっている。主砲は紀伊と尾張が長門型と同様の41cm45口径砲だが、後期建造分の駿河と近江はさらなる次世代艦の大和型戦艦に46cm砲を積むためのテストも兼ねて41cm主砲の口径が50口径に拡大されている。

### 織田家
天駆具足（あまかけるぐそく）
中世の扶桑に存在した魔女用の装備。現代における飛行脚に相当し、形状や使用方法も似ているが関連は不明。装着する事で飛行魔法を使用出来るようだが、防御魔法や身体強化魔法に関しては不明。森蘭丸（乱丸とも）が本能寺の変において使用し、信長を救ったとの記述が「信長公記」に遺されている。記録によれば、蘭丸は信長を抱えて本能寺から高松城まで飛び、魔力を使い果たして失神したという。

## ネウロイ軍兵器
超高速であったり、合体分離能力を有していたりと、陸、空に渡って様々なバリエーションの個体が存在しているが、ハニカム構造の装甲を持ち黒地に赤のアクセントの配色はすべて共通。その形状は歪であるが、ほとんどは実在した兵器や機体がモデルとなっている。劇中に登場する艦船、航空機、ストライカーユニット等は第二次世界大戦の物が大半だがネウロイはそれに限らず、歴史に残る有名な兵器から構想で終わった幻の機体（所謂トンデモ兵器等）や、果ては現代の最新鋭機体や未来技術まで幅広く模倣している。人工物を模すようになったのは最近の傾向で、近代までは動植物を模した形態が殆どであった。

### 航空兵器（TV版）
ネウロイX-1
第1期第1話アバンタイトルに登場。ネウロイの巣から出現し、ガリアの都市を焼き払った。
モデルは旧ドイツ空軍のブロームウントフォス BV 141。
ネウロイX-2
第1期第1話冒頭に登場。芳佳を除くウィッチーズ10人による集中攻撃を受けて破壊された。
モデルはフォッケウルフ社が開発したラムジェットエンジン搭載の試作戦闘機Ta283。
ネウロイX-3
第1期第1・2話に登場。ブリタニア近海で扶桑皇国海軍の遣欧艦隊の前に現われ、同艦隊に大きな損害を与えたが、美緒、そして芳佳の反撃を受けてコアを暴かれたところをフランチェスカに狙撃されて消滅した。
モデルは旧ドイツ空軍のホルテン Ho229。
ネウロイX-4
第1期第3話に登場。ウィッチーズを引き付けるおとりの役目を果たす機体であり、内部にコアは存在しない。
モデルはフォッケウルフ社が構想したVTOL機。
ネウロイX-5
第1期第3話に登場。X-4がウィッチーズを陽動している間に501基地を急襲した。超高速で飛来し、多段ロケットのように後部を切り離すことでさらに加速することが出来る。そのスピードでミーナとエイラの追撃を振り切ろうとしたが、リネットと芳佳の協同しての狙撃によって撃墜された。
モデルはドイツの研究していた地対空ミサイル、ライントホターR-3。分離後の姿は空対空ミサイルのクラマーX-4。
ネウロイX-6
オープニングに登場。ウィッチーズの波状攻撃で撃破される。
モデルはアレキサンダー・リピッシュ博士が開発したラムジェットエンジンのデルタ翼迎撃機P.13a。
ネウロイX-7
第1期第4話に登場。強力なビーム攻撃でゲルトルートを負傷に追い込むが、芳佳に治療されて復活したゲルトルートによって反撃され、撃破された。
モデルはフォッケウルフ社が設計したトリープフリューゲル。
ネウロイX-8
第1期第5話に登場。高高度を高速で巡航する機体。音速を超えて追撃してきたシャーロットに体当たりされ、機体を貫かれて撃破された。
モデルはアメリカ空軍のSR-71 ブラックバード。
ネウロイX-9
第1期第6話に登場。夜間に出現し、姿を見せずに接近してくる。サーニャの唄を模倣するなど、謎の行動をしながらビーム攻撃を行ってきた。サーニャ、エイラ、芳佳のチームワークにより撃破された。
モデルはヘンシェル社が開発した地対空ミサイル、Hs 117シュメッターリンク（Schmetterling、蝶）。
ネウロイX-10
第1期第8話に登場。キューブ型という不可思議な姿のネウロイ。200機以上に分割し、コアをもつキューブの監視の下で自律的に動き、ウィッチーズを包囲攻撃しようとした。美緒によってコアを持つキューブを見抜かれて、芳佳の攻撃で撃墜された。
モデルは旧ドイツ軍が用いていた暗号機、エニグマ。
ネウロイX-12
第2期第1・2話に登場。従来の物より生物的なフォルムを持つ。外装の強固さに加えて再生能力も高く、更にコアが内部で高速移動しており捉えにくい。芳佳と美緒を乗せてロマーニャへ向かう二式大艇を襲撃、一度は美緒の烈風斬により破壊されるが、コアが無傷だったため破片から完全再生した。その後再集結した501メンバーの連係攻撃により弱体化、露出したコアを再度美緒の烈風斬により破壊された。
モデルはアメリカ軍が開発した円盤翼型実験機、V173。
ネウロイX-13
第2期第3話に登場。双胴輸送機のようなフォルムを持つ。ヴェネツィアの巣からスエズ運河方面に向かう途上で、ルート上の小島に訓練で滞在していた芳佳・リネット・ペリーヌと交戦、リネットのストライカーを損傷させるも、3人の連係攻撃により撃破された。
モデルは大日本帝国陸軍が開発した試作輸送機、キ105。
ネウロイX-14
第2期第4話に登場。ロケット型の高速機で、中央の親機から4機の子機が分離、さらに各々が2機に分離して攻撃する。シャーロットの高速度をもってしても苦戦を強いられた（彼女のBARがジャムを起こした不運もあったが）。ジェットストライカーを装備したゲルトルートにより撃破された。
モデルはソ連のスプートニク型衛星打ち上げ用ロケット、R-7。
ネウロイX-15
第2期第5話に登場。やや小型でステルス性に優れ、ローマ上空まで容易に侵入したが、偶然ローマを訪れていた芳佳、フランチェスカ、シャーロットによる「X攻撃」によって撃破された。
モデルはノースロップ社がアメリカ陸軍向けに開発した無尾翼機XP-56。
ネウロイX-16
第2期第6話に登場。全高33,333mの塔状という恐るべき形態をもち、その頂上にコアがあるため通常のストライカーユニットでは到達できない。最下部は空中に浮遊しており、ロマーニャ軍の攻撃を受けた際は最下部ユニットを分離投下して大津波を引き起こし艦隊を壊滅させた。ロケットブースターの使用と501全員による多段式加速により頂部に到達したエイラとサーニャの攻撃により撃破された。
モデルは近代研究が進んでいる軌道エレベーター。
ネウロイX-17
第2期第7話に登場。外観、サイズ共にテントウムシそっくりの本体と、その子機である大型の機体とで構成される。本体が501基地に侵入して（最初はフランチェスカが本物の昆虫と思いこんで捕獲した）配電設備から盗電し、子機に転送して成長させていた。ウィッチ達のズボンに入り込む癖があったために騒動を巻き起こしたが、最後はミーナの大臀筋により撃破され、子機も消失した。
子機のモデルはアメリカ海軍が試作した垂直離着陸機X-22。コアのある本体はてんとう虫。
ネウロイX-18
第2期第8話に登場。マルタ島のネウロイ施設から出現した。巨大な爆弾型をしており、攻撃力・防御力共に最強クラス。扶桑の連合艦隊を強襲し、殿を務めたリネットを追い詰めるが、新型ストライカー震電を装備した芳佳に粉砕された。
モデルはアメリカ軍のマンハッタン計画で開発された原子爆弾。
ネウロイX-19
ロマーニャの鉄橋付近に出現したネウロイ。再生能力はわりと高めである。「STRIKE WITCHES」の総攻撃によって撃破された。
モデルは超高高度偵察機ロッキードU-2。
ネウロイX-20
マルタ島を占領していた要塞型のネウロイ。全長2kmのドーム状の形で港や町を覆い尽くしている。ドーム内は空洞で中には40機もの小型ネウロイが待機している。扶桑艦隊を襲ったネウロイX-18はここから出撃したと想定されている。エーリカ・マルセイユが潜水艦でドーム内部に侵入し、コアを直接破壊した。
ネウロイX-21
第11話に登場。X-03の発展型と考えられており、各地の戦場で目撃されているらしい。比較的戦いやすいネウロイであり、ウィッチーズの連携攻撃により撃破された。
モデルはドイツのホルテン兄弟が考案した超音速全翼戦闘機ホルテンHoXlllB。
ネウロイX-22
第2期第11話から最終話に登場。コアを持たない大型ネウロイの巣の防衛用の小型ネウロイ。アダムスキー型UFOのような形をしており、従来のビームの他に下部についている円状のものを投下型爆弾として落下させることができる。行動パターンが単純であり、簡単な陽動に引っかかる程度である。ネウロイの巣を破壊しない限り無数に出現してくる。
モデルはナチスドイツが秘密裏に開発していたとされている円盤型戦闘機、ハウニブ。
ネウロイX-23
第2期第11話から最終話に登場。大型ネウロイの巣を撃破した後に出現した。12面体の超巨大コアであり単体としての攻撃力はないが、防衛兼攻撃用として、X-22と同超巨大コアに似た子機を生産する。従来のネウロイとは比べのものにならないような破壊力をもち、戦艦を一撃で撃沈できる。
また、「魔導ダイナモ」を再起動させた美緒を取り込んでおり、美緒の魔法力を利用してネウロイ初のシールドを張ることができ、戦艦の主砲の攻撃を無力化した。過去に登場したネウロイよりも、攻撃力・防御力ともにもっとも強力なネウロイである。
芳佳が美緒を助けるために魔法力をすべて使い果たして真・烈風斬で破壊した。
ネウロイX-00P
第2期のオープニングに登場。特に目立った能力はなく戦いやすいネウロイである。
氷山型ネウロイ
第3期1～2話に登場。超巨大氷山を内部から操り、ベルギカのアントウェルペン港の補給を破壊する目的で襲来。本体自体は中型程度で形状は円盤型。水を苦手とするネウロイの特徴を覆すように海を航行した。攻撃手段は氷山の一部を落とす、氷山から多数の円柱状が連なった触手を出し、先端からビームを発する。また、触手は爆弾にもなっており、先端からミサイルのように飛ばして爆撃を行う。立ちはだかる戦艦ドージェやスヘルデ要塞を攻撃しながら港に進んでいたが、501JFWメンバーが集結して圧倒されると氷山から脱出して逃亡を図るも、最後はエーリカに破壊される。しかし、氷山は消滅せず、慣性でそのまま港に進んで501JFWの阻止も間に合わず港湾施設に衝突する。これにより、予定されていた反攻作戦の延期を余儀なくされる。
三位一体型ネウロイ
第3期3話に登場。501JFW再結成後に最初に襲来した三位一体の中型ネウロイ。二機の子機が迎撃に出た501メンバーの囮となっている隙にコアのある本体が501基地に強襲を仕掛けようとしたが、待機していたミーナ、芳佳、静夏と交戦した末、宮藤と静夏によって撃破される。
高速爆撃機型ネウロイ
第3期4話に登場。エーリカやエイラでも追い切れないほどの驚異的な加速力を持つ。501基地に襲来し、迎撃に出た501メンバーを振り切って格納庫に爆撃しすぐに撤退。後日、再び襲来するがP-51Hを装着したシャーリーに追いつかれ撃墜される。
多脚型ネウロイ
第3期5話に登場。ネーデルランド王室があるベハール城の温室近くにある井戸に潜んでいたが、静夏が使った魔法力に反応し地上に出てきた。上部がひし形の多脚型でペリーヌと静夏と交戦しつつ温室を盾にし、尚もビーム攻撃を加えようとした。ペリーヌのトネールにより反撃され円盤型に変形し、空中で回転しながらビームを乱射するが、最後は魔法圧の制御を取り戻した芳佳の農具が本体に食い込み、そこへトネールを撃ちこまれ破壊される。
超音速戦闘機型ネウロイ
第3期6、9話に登場。ハンブルク近郊の森林地帯に潜んでいたネウロイで、小型だが高速戦闘に特化し、遠距離の偵察中のバルクホルンとエーリカの前に現れ、二人を翻弄した末にエーリカを撃墜している。バルクホルンは芳佳と静夏の救援により離脱に成功するがエーリカが行方不明となり、そのエーリカ救出にシャーリーと芳佳と静夏が派遣されるが返り討ちにしている。その後肉体やユニットを軽量化した上でバルクホルンと芳佳と静夏が再度派遣され、今度はバルクホルンが優勢に戦い1機を撃墜するが2機目が現われパージして更に高速化した上で攻撃を加えるが最後はバルクホルンに撃墜されている。9話で再び登場し、「ウォルフ」から放たれるロケット型ネウロイと砲台を守るために現れ、バルクホルンとエーリカと交戦するが撃墜される。
ヒンメリ型ネウロイ
第3期8話に登場。ハンブルク近郊の森林地帯に現れたネウロイで、キールにまで届く濃霧を発生する能力を持っている。その能力でキールを覆いピンポイント爆撃を困難にした。哨戒中のサーニャとエイラの前に現れ濃霧を利用して翻弄し撤退させ、芳佳と静夏を加え霧の中でのフォーメーションを確立した上での再攻撃も失敗させた。実はサーニャの固有魔法ですら反応しない上にコアが移動するヒンメリのような骨組み状の親機とコアを持たない子機の2体であり、それで翻弄をしていたに過ぎなかった。最後は増援に来たエイラが親機に取りつくことにより居場所を知らせサーニャの攻撃により撃破され、キール周辺の霧も晴れキール奪還作戦は成功をした。
ロケット型ネウロイ
第3期9話に登場。「ウォルフ」の上部から発射されるロケット型のネウロイで、最高速度は音速を超えるほどの速さを持つ。キールを奪還された後、キール破壊のために何度も発射され、徐々にキールに近づきながら着弾している。破壊にやってきたミーナに一度破壊されるも、すぐに数十門の砲台が現れるが、そのすべてをミーナに破壊される。
戦略爆撃機型ネウロイ
第3期10話に登場。小型ネウロイが多数融合して出現したネウロイで形状は6発の戦略爆撃機型。ビームを各部から放つ他、翼部からは機雷型を射出してそれを弾幕とする能力を持つ。最初に現れた個体はコアは下部にあったものの、キールを襲撃した個体はコアの位置が尾部に移動している。一度目は撤退するB-17編隊を追撃するために現れたが静夏に撃破される。二度目は更に大型化しておりキールに特攻しようとするが、芳佳のシールドに妨げられている隙を突かれ、サーニャに撃破される。
壁型ネウロイ
第3期10話から登場。「オペレーション・サウスウィンド」実施中に突如現れた四角い壁の形状のネウロイ。一見すると大型ネウロイにも見えるが、実際は小型ネウロイの集合体。ベルリンを囲うように上空から大量に現れて、501メンバーとB-17編隊を迎撃する。「ヴィクトーリア作戦」ではラーテに一度はすべて破壊されるものの、「ウォルフ」によって新たに出現させることが可能。
ゲルマニア
第3期12話に登場。ベルリン地下に展開している都市型ネウロイ。かつてのカールスラント皇帝が構想していた世界都市「ゲルマニア」がモデル。都市を逆さまにしたような形状で、中央にある宮殿のような場所にコアがある。地上に構築されたシールドはこの個体が張った物で、攻撃を受けた時はシールドが薄くなっていた。地下道を通って来た501メンバーを迎撃し、最後はエイラとサーニャによって撃破される。
H型ネウロイ
「ウォルフ」から放出される小型ネウロイ。大群で襲い掛かり、融合して大型ネウロイに変貌することが出来る。
「ウォルフ」
ベルリン上空にいるネウロイの巣の中にいる第3期の最終目標のネウロイ。当初の形状はナチスのベル型UFO「ディグロッケ」に似る。当初は雲で隠れていたものの「オペレーション・サウスウィンド」の序盤、B-17編隊の対ネウロイ気化爆弾の投下により雲が剥がされ本体が露わとなるが、地上へ降下し広場へ着陸した。下部にあったコアも当初は露出していたものの格納された。更に上部から小型ネウロイを多数射出する能力を持つ。最終的には大量の小型ネウロイと融合してゲルマニアの形状となって501メンバーを交戦し、本体がある場所を攻撃されると本体は逃亡を図るが、宮藤のシールドで阻害されたところをミーナ・バルクホルン・エーリカの集中砲火を浴びて撃破され、ベルリンが解放される。

### 航空兵器（小説版）
ラロス
艦上戦闘機の形をしている主力戦闘機。
ラロス改
ラロスの改良型で、防弾装甲で覆われており、旋回性能も上がっている。
ケファラス
中型爆撃機。
トゥーパリェフ
大型爆撃機。
ディオミディア
ケファラスの3倍は大きい推進型の超大型爆撃機で4つの巨大なエンジンで不気味な排気音を立てながら飛行し、全身を防弾装甲と大口径の機銃で覆われている姿から「凶悪な白鯨」と恐れられている。全機銃から発射される弾が青白く光り途切れることなく連なっている姿から「アイスキャンデー」とあだ名が付けられ、これを喰らうと魔女の防御シールドであろうとも長くはもたない。

### 陸上兵器（OVA）
砲撃型兵器
「Operation Victory Arrow」Vol.2に登場。エーゲ海の島の洞窟に巣食って身を守りながら、人類側船舶を撃沈していた。

### 陸上兵器（小説版）
人型兵器
人の姿をした歩兵兵器。対空砲台の操作などを行う。
多脚戦車
四角い車体に砲塔を持っており、一見戦車のようだが、キャタピラがなく、代わりに、車体の四隅に昆虫の脚のような歩行脚が付いているため昆虫の様に見える。そのサイズは戦車のゆうに4倍はあり、20メートル四方ほどの車体に10メートルほどの長さの歩行脚が付いている。その主砲は200ミリクラス（巡洋艦の主砲並の口径）で、全方向にハリネズミのように機銃座が付いている。ネウロイの主要陸上兵器。
ジグラット
ビルなどの巨大建築物を母体に歩行脚を持たせた移動要塞で、ハリネズミのように全方向に備えられた機銃と、200ミリクラスの大砲を数門、そして対空ロケットを装備している。建築物自体をそのまま防弾装甲としているため、撃破するには大砲クラスの砲撃を加えるか、内部から破壊するしか方法がない。
大蜘蛛
1582年の扶桑に現れたネウロイ。比叡山に封印されていたらしいが、その破壊によって蘇った。本能寺の変で織田信長を取り逃がした明智軍の前に現れた。

### 陸上・航空兵器（劇場版）
地上型ネウロイ
4足歩行の地上型ネウロイで通称「クモ」、大きさは戦車程度。脚部を巧みに動かすことで地形起伏や障害物をものともせずに進む。劇場版冒頭にて登場し、連合軍艦隊と連合軍地上部隊が攻撃を仕掛けるが、撃破することはできなかった。
魚雷ネウロイ
超大型母艦型ネウロイX-26型から発射される小型ネウロイ。電波を攪乱させるチャフを撒き散らしながら飛行し、連合軍の通信網を破壊して人間の部隊を孤立化させる。ビーム攻撃をする。このネウロイ自身にコアはない。
非常に高軌道で自爆機能を持ち合わせているが、戦闘可能時間は短く密集状態で撃破されると簡単に連鎖爆破を起してしまう弱点がある。
魚雷と呼ばれているが、外形は空対空ミサイルや空対地ミサイルに近い。
中型ネウロイX-24
劇場版に登場。超大型母艦型ネウロイX-26型から発射される中型ネウロイ。
コアを持ち、自己修復能力を持つとともに航続距離も長い。魚雷ネウロイと同じく電波を攪乱するチャフを撒き散らしながら飛行する。変形前は全長20メートル、変形後は全長約26メートル。変形後は強力なビーム攻撃と高機動で敵を圧倒する。おそらくブラウテルマーを大地に埋め込む能力を持つと想定されている。
モデルはドイツ軍のVTOL機ハインケルレルフェII。
小型ネウロイX-25
劇場版に登場。超大型母艦型ネウロイX-26型から出撃する変形する小型ネウロイ。
コアは持たない。航続距離は長くはないようだが、群体で行動し、強力な魔法力を持っているものをビームで攻撃する。
ガリアの村を救うために緊急発進した静夏によって撃破される。
モデルはドイツで試作された迎撃機Ba349。
超大型母艦型ネウロイX-26
劇場版に登場。魚雷ネウロイ、小型ネウロイ、中型ネウロイを無数に搭載している母艦型の超大型ネウロイ。地中を進む能力を持ち、地上での国境監視防衛網を突破する。地中を進むときは潜望鏡型ネウロイを展開する。電波を攪乱するチャフを散布し、ビーム攻撃を行う。
美緒に同行した扶桑皇国海軍のサポートの後、再集結した501メンバーの多重シールド突撃によって撃破される。
デザインモデルはUボートをモチーフとし、最新型の自動車のシルエットなども取り入れられたオリジナル。
潜望鏡型ネウロイ
超大型ネウロイX-26をサポートするネウロイ。地中を進むX-26で展開され、地上に現れる。他のネウロイと同じくチャフを撒き散らし、電子機器を妨害する。六角柱状の先端にコアがあり、通常は閉じているが、ビームで攻撃する時は展開してむき出しとなる。
ガリアの村にて墜落した静夏の銃を持った芳佳によって撃破された。

### その他のネウロイ軍兵器
ネウロイX-11
人型兵器に飛行脚を装備し、外見もウィッチに似せたネウロイ。そのままでは「ただの飛行型ネウロイ」でしかなく、単純な動きしか出来ない。しかし、近くにいるウィッチの動きを観察し、姿や行動を模倣することによって複雑な機動を行うようになる。
小説版では「ウィッチもどき」と呼ばれ、ウィッチを捕縛・洗脳してエースパイロットの戦術機動（飛行データ）を入手し、コピーしていた。エースパイロットのデータを入れられたネウロイの攻撃にスオムス義勇独立飛行中隊の面々は苦戦した。だが、データにすらない人間独自の「突発行動」にはすぐには対処できず、白兵戦のデータしかコピーされていなかったため、編隊でのチームワークが問われる「編隊戦術機動」に関するデータがなかった所を突かれて全滅した。
TV版では単独行動中の芳佳の前に出現して、彼女に胸のコアをわざと見せるなどコミュニケーションを取ろうとし、ある重大な事実を伝えた。第2期冒頭では竹井醇子が別の個体とのコミュニケーション実験に挑むが、新たなネウロイ勢力の出現により失敗している。
ウォーロック
ブリタニア空軍のトレヴァー・マロニー大将が捕獲したネウロイのコアを使い、軍上層部にも秘密裏に製造した無人人型航空兵器。
制御部にコアを使用し、航空機に変形する事で高速で飛ぶことができ、両腕部から機銃とビームを撃つことができる。ネウロイのコアについては未知数で調査段階であるが、功を焦るマロニーが実験段階のままネウロイの巣へ実戦投入した。
はじめの内は多数のネウロイを撃破、巣から大量に出てきたネウロイに対し、コアを同調する事で指揮系統を統括し支配下に置くことができる「コアコントロールシステム」にて同士討ちをさせるなど善戦するも、壊滅させた直後にウォーロックが自我に目覚め暴走、近くを航行中の赤城やウィッチーズ基地などに攻撃を始めた。
一時は芳佳との戦闘中にリネットの狙撃により撃墜、衝突した赤城と共に沈没したがその後赤城と融合しコアは赤城の動力機関部に移動した、ネウロイでもウォーロックでもない「別の存在」と化した。その後、「STRIKE WITCHES」の猛攻を受け、ウォーロックのボディはフランチェスカの「巨大弾丸」に跡形もなく吹き飛ばされ、最終的にはリネット、ペリーヌと共に内部に突入した芳佳がコアを破壊し、赤城と共に崩壊した。
この一連の騒動やその責任を問われてマロニー大将が失脚したことでウォーロック計画は頓挫したが、人類兵器のネウロイ化そのものは有効とされて研究は継続されることとなる。そして安全性を高め10分間のみ完全制御が可能とされた「魔導ダイナモ」が開発され、扶桑軍艦・大和に搭載された。
モデルはドイツ軍が計画していたラムジェット戦闘機Ta283と、同じくドイツ軍の巡航ミサイルであるFi103。